# Claudia Goldin
Claudia Dale Goldin (Nova York, 14 de maig de 1946), més coneguda com a Claudia Goldin, és una economista i acadèmica estatunidenca, professora d'economia de la Universitat Harvard.
Goldin va ser presidenta de l'Associació estatunidenca d'economia durant l'any acadèmic 2013-2014. El 1990, es va convertir en la primera dona amb tenure del departament d'Economia de la Universitat Harvard. La seva recerca inclou temes com la història econòmica, economia laboral, desigualtat, educació i bretxa de gènere. És membre Acadèmia Nacional de Ciències dels Estats Units.
El 2023, va ser guardonada amb el premi Nobel d'Economia (premi del Banc de Suècia en Ciències Econòmiques en memòria d'Alfred Nobel). Va ser la tercera dona a rebre aquest premi i la primera a rebre'l en solitari. Goldin va demostrar que la desigualtat laboral no es redueix a mesura que l'economia creix, sinó que evoluciona de manera irregular en funció de múltiples factors. El mateix any va formar part de la llista de les 100 dones més inspiradores per la BBC.

## Publicacions seleccionades
- Goldin, Cladia Dale. Understanding the Gender Gap: An Economic History of American Women. Nova York: Oxford University Press, 1990, ISBN 978-0-19-505077-6.
- Goldin, Claudia Dale et al. Strategic Factors in Nineteenth Century American Economic History: A Volume to Honor Robert W. Fogel. Chicago: University of Chicago Press, 1992, ISBN 978-0-226-30112-9.
- Goldin, Claudia Dale and Gary D. Libecap. Regulated Economy: A Historical Approach to Political Economy. Chicago: University of Chicago Press, 1994, ISBN 978-0-226-30110-5.
- Brodo, Michael D., Claudia Dale Goldin, and Eugene Nelson White. The Defining Moment: The Great Depression and the American Economy in the Twentieth Century. Chicago: University of Chicago Press, 1998, ISBN 978-0-226-06589-2.
- Glaeser, Edward L. and Claudia Dale Goldin. Corruption and Reform: Lessons from America’s History. Chicago: University of Chicago Press, 2006, ISBN 978-0-226-29957-0.
- Goldin, Claudia Dale and Lawrence F. Katz. The Race Between Education and Technology. Cambridge, Mass.: Belknap Press of Harvard University Press, 2008, ISBN 978-0-674-02867-8.